# Fetitxisme dels robots

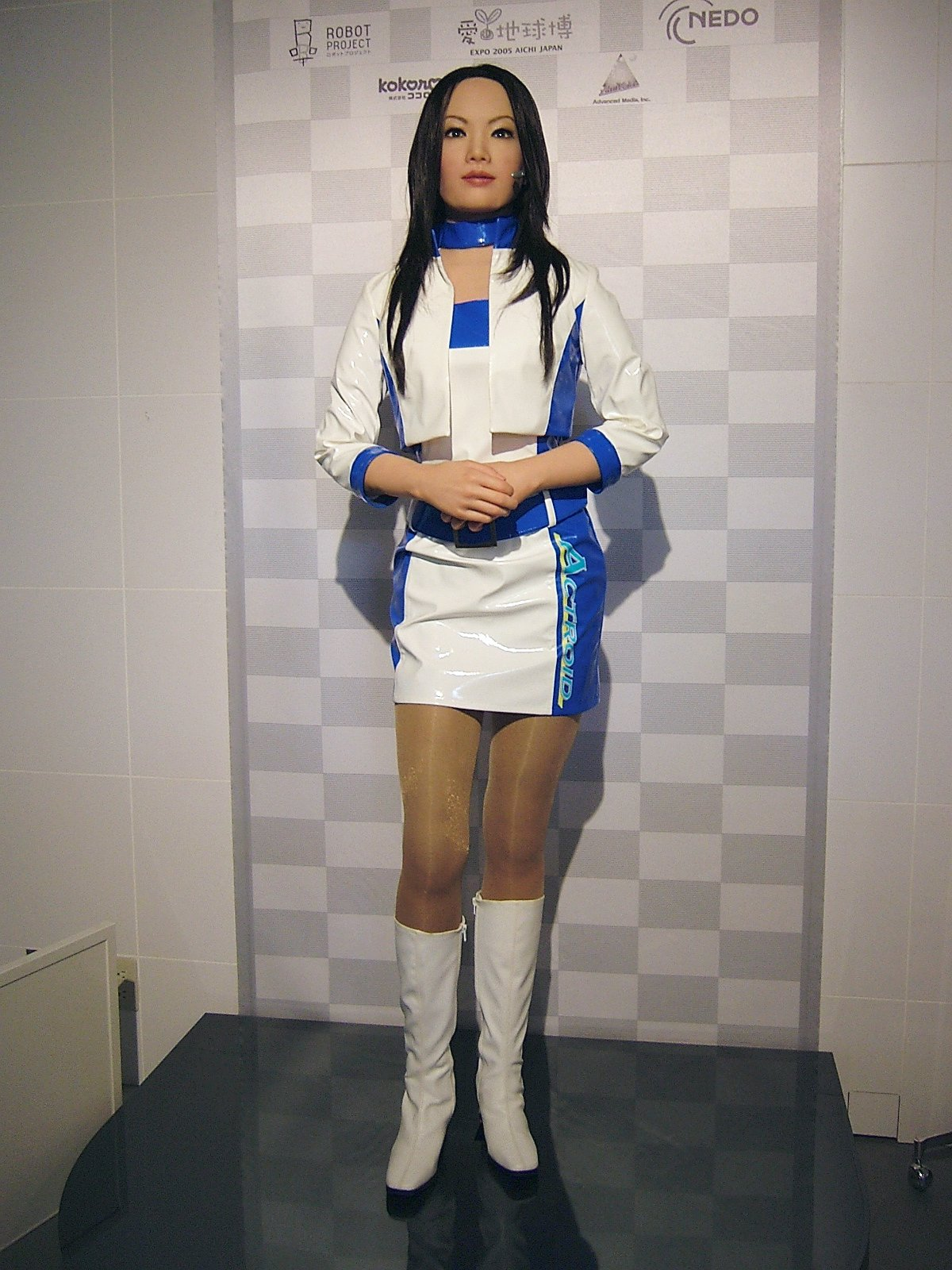
Un Actroid fabricat per la Kokoro Company Ltd.

La ginoide Pris, a Blade Runner, estava dissenyada per a la funció d'"oci".

El fetitxisme dels robots (també conegut per ASFR o tecnosexualitat) és un tipus de fetitxisme en el qual l'objecte de desig sexual són els robots humanoides, així com les persones actuant com a robots o vestits amb disfresses o indumentària de robots. Una fantasia menys comú implica la pròpia transformació del subjecte en un robot. En aquest sentit, aquest fetitxisme és similar a l'agalmatopfília, la qual suposa l'atracció per (o ser transformat en) estàtues o maniquins.
El fetitxisme dels robots pot ser vist com una mena d'antromorfisme eròtic. Quan hi són implicades la fantasia de transformació en robot o el joc de rol anàleg, també es pot considerar com una forma d'objectificació eròtica.

## ASFR: alt.sex.fetish.robots
Per als seus entusiastes, el fetitxisme dels robots és més comunament anomenat per l'acrònim "ASFR". Aquest acrònim prové de l'actualment desaparegut grup de notícies d'Usenet alt.sex.fetish.robots. Molts devots d'aquest fetitxisme s'autodefineixen com a tecnosexuals, o com a "ASFRians". L'ASFR pot ser dividit en dos diferents, però a vegades solapats, tipus de fantasies.
La primera d'aquestes és el simple desig de tenir un androide com a company/a sempre a punt. Aquest company/a pot ser volgut per a l'acte sexual, com a companyia, o una combinació de tots dos. El tret principal d'aquesta fantasia és que l'androide és un constructe completament artficial, la major part de les vegades construït expressament per a acomplir amb plenitud els desitjos de qui n'és propietari/a. Aquest tipus de fantasia o situació és coneguda com a "construcció" ("built" en anglès).
El segon tipus de fantasia més comú en els ASFR es coneix com a "transformació". Aquesta implica que un ésser humà ha estat transformat en un androide amb el seu consentiment o sense. Aquesta persona tant pot ser un mateix com el seu company/a de jocs. Normalment, el focus d'aquesta fantasia està més en el procés de transformació (sigui quin sigui el mitjà per aconseguir-ho) que en el resultat final.
La major part dels integrants de la comunitat ASFR es decanten en exclusivitat per una o altra tipologia de fantasia. En alguns casos aquesta preferència és molt forta, una persona pot ser tan atret per una fantasia com ho és de repel·lit per l'altra. En altres casos, tant es pot apreciar tant la vessant "construcció" com la "transformació". Una enquesta informal recent entre la comunitat ASFR, mostrava com tres cinquenes parts dels membres preferien la "construcció" mentres que la resta preferien la "transformació" o una combinació de les dues.
Existeix una gran varietat d'estètiques entre les més apreciades pels fetitxistes de la comunitat ASFR. Per a alguns, l'aparença robòtica, motricitat o el so, són claus per a crear l'excitació. Per d'altres, al contrari, el que se cerca és la il·lusió d'un androide amb una aparença que simuli a la perfecció la vida, que pugui ser confós per un ésser humà. Aquest vessant té més coherència amb la preferència per altres aspectes com ara poder sentir o la consciència d'un mateix. L'habilitat de l'androide per a treure's parts de la seva pell o d'altres apèndix corporals per a revelar els seus circuits interns és força estimulant per a alguns partidaris d'aquests fetitxisme, però desagradable per a d'altres. Resumidament hi ha una forta divisió entre aquells que prefereixen que l'androide tingui una aparença plenament humana i aquells que es decanten més per una aparença robòtica més mecanicista, per exemple amb una superfície metàl·lica.
Com que ni els androides realístics o robòtics no existeixen encara en una forma a l'abast del consumidor, aquest fetitxisme sols pot ser dut a la pràctica a través d'un nombre limitat d'opcions. Principalment a través de la fantasia, on hi pot haver present masturbació o el joc de rol amb un/a company/a. L'art ASFR (il·lustracions, modelisme) és també una important ajuda per a reforçar la imaginacó.
L'art amb contingut ASFR inclou preferentment (però no s'hi troba restringit): pel·lícules, programes televisius, novel·les, històries curtes, il·lustracions, fotografies manipulades, canços i fins i tot anuncis televisius del gènere de la ciència-ficció. Tals treballs són buscats pels tecnosexuals com una alternativa factible fins que no estiguin disponibles androides a preus econòmicament viables. les nines sexuals realistes, com ara les nines realistes, queden com l'única alternativa completa actual, per a un acompliment total d'aquest fetitxe. Malgrat tot, recent avenços en robòtica i intel·ligència artificial, com ara els vistos a l'Actroide o l'EveR-1 ens acosten cada cop més a la producció de companys/se sintètics/ques més avaçats/des.
Cal remarcar també que alguns tecnosexuals no tenen gens d'interès a usar un company sexual artifical, sinó que prefereixen que siguin companys de jocs humans els que formin part en la realització de les seves fantasies sexuals.